# 路随
路随，又稱路隋（776年—835年8月16日），字南式，唐朝官员，唐文宗年间任宰相。

## 背景
路随生于唐代宗大历十一年（776年）。祖上阳平人氏。高祖路节为唐高宗兄越王李贞府东阁史祭酒。曾祖路惟恕，官至睦州刺史；祖父路俊之，官终太子通事舍人。
路随父路泌以博识好学闻名，通《五经》，尤嗜好《诗》、《易》、《左氏春秋》。太尉朱泚反叛唐德宗，德宗被迫逃离长安，奔奉天，再奔兴元，路泌随驾流亡，妻儿留在长安。流亡期间，中箭负伤。后他效力行在都知兵马使浑瑊，浑瑊很器重他，后来浑瑊任河中节度使，路泌也作为浑瑊的从事参与了其对另一叛将李怀光的讨伐。贞元三年（787年），路泌陪浑瑊与吐蕃大相尚结赞缔盟，尚结赞设伏劫盟，意图俘虏浑瑊；浑瑊逃跑，幕僚大多被俘杀。路泌被俘并被带到吐蕃首都拉萨。在拉萨期间，他通晓佛学，为吐蕃赞普所重待以宾礼，但至死未能获准返回中原。
路泌被俘时，路随还是孩童，长大后得知父亲被吐蕃所俘，日夜哭泣，坐时面向西面吐蕃方向，为哀悼父亲被俘而不吃肉，也不婚娶。母亲告诉他，他长得像父亲，他便终身不照镜子。十九年（803年），吐蕃写信求和，路随给唐德宗上了三份表章请求答允求和，以至德宗派中使向他解释，德宗不信任吐蕃求和，在等待吐蕃进一步示诚。但数年间，吐蕃未能证明诚意，当时也就没有发生进一步的和谈。

## 早期仕途
路随举明经，授润州参军事，为军阀镇海军节度使李锜所制。李锜想羞辱路随，让路随知市事，路随怡然坐在市中监督事务。东都洛阳留守韦夏卿闻之，被路随感动，邀他入东都幕府，路随因此名声更大了。
路随曾任宣歙来石军判官、试太常寺协律郎，不蓄养仆人、侍妾，以孝行被国子博士李翱称赞比作曾子、闵子骞，并得其推荐。

## 唐宪宗年间
此时，唐宪宗在位，吐蕃不时提议求和。路随五次上表宪宗请求修好，还上表给宰相，希望路泌生还；宰相裴垍和李藩都为他说话。和吐蕃最终议和后，元和五年（810年），应宪宗要求，吐蕃送还路泌及其同僚判官郑叔矩的棺材、墓石和手书。宪宗追赠路泌绛州刺史，用公费安葬，累赠至太子太保。路随为父服丧，以孝闻名，丧期满后，任左补阙。一次宰相李绛建议宪宗多听取谏官们的意见，宪宗举了路随和韦处厚的例子，说自己常听他们的话。有识者从此敬服二人。路随又被任为史馆修撰，以耿直爽亮为人所称。又历任起居郎、司勋员外郎，仍兼史馆修撰。

## 唐穆宗年间
十五年（820年）正月，宪宗崩，子唐穆宗继立。穆宗登基后，升路随为司勋郎中。韦处厚入翰林院为侍讲学士，知制诰韦表微与韦处厚商议增选学士，荐路随，路随也升为侍讲学士。三月，穆宗召路随和韦处厚在太液亭讲《毛诗·关雎》《尚书·洪范》等篇，讲完后都赐绯鱼袋。长庆二年（822年）四月，韦处厚因穆宗年轻不好学，与路随合《易》《书》《诗》《春秋》《礼》《孝经》《论语》撰《六经法言》二十卷进献，获赐锦彩二百匹、银器二百，路随得改谏议大夫，韦处厚改中书舍人，都赐金紫，仍兼侍讲学士。闰十月，穆宗修《宪宗实录》，以宰相杜元颖监修，再次用路随、韦处厚充史职，与同僚赵暨、史馆修撰宇文籍、韦表微、沈传师、郑澣等同修《宪宗实录》。实录没修成时，穆宗允许路随、韦处厚隔日入史馆，平时仍然上朝参政。因路随与韦处厚称赞推荐，有文学和德行的江州司马韦辞被提拔为户部员外。

## 唐敬宗年间
四年（824年），穆宗崩，子唐敬宗继立。路随以朝议郎、守谏议大夫、充翰林学士、上轻车都尉、赐紫金鱼袋被任为守中书舍人、翰林学士，勋赐如故。当有人送金帛致贺时，路随回应：“我怎能因为公事获取私财？”将礼物都退还了。
宝历二年（826年）十二月，敬宗因脾气为宦官和军将所恨，遭弑。弑君阴谋的为首宦官刘克明要路随以敬宗名义起草遗诏以穆宗弟绛王李悟权当军国事，但很快，枢密使王守澄、杨承和、神策军中尉魏从简、梁守谦等当权宦官回击作乱者并屠戮之。王守澄与韦处厚共议后，以穆宗母郭太皇太后名义拟诏以敬宗弟江王李涵（随后改名李昂）为帝，即唐文宗。

## 唐文宗年间
事后路随并未被处罚，可见未被视为弑杀敬宗的乱党。时任承旨的韦处厚在文宗继位后不久入相，路随受命接替他为承旨。路随后守兵部侍郎，仍知制诰、翰林学士。太和元年（827年）四月，文宗召路随以下对于大液殿，各赐锦彩银器。二年（828年）十一月韦处厚死后，十二月，路随以中散大夫、守尚书兵部侍郎、知制诰、充翰林学士、上轻车都尉、赐紫金鱼袋拜正议大夫、守中书侍郎，授同中书门下平章事，为实质宰相，勋赐如故，监修国史。
三年（829年）十二月，路随建议宰相不宜兼判度支类事务，引用腐败宰相杨国忠、元载和皇甫镈的例子，路随的上级同僚宰相裴度辞去度支，仅任宰相。路随奉命继续修撰《宪宗实录》，采用韦处厚记录的史料，再与史官苏景裔等广加拜访研究，历时约一年，于四年（830年）三月经光顺门进献《宪宗实录》四十卷及目录一卷，并上表，得优诏，与史官司封郎中苏景胤、起居舍人陈夷行、顿田员外郎李汉、右拾遗蒋系获赐锦绣银器有差。期间，路随等议论了实录不载永贞元年（805年）九月去世的河阳三城节度使元韶事迹之事，认为元韶没有出色的功绩，理应如此。因先前韩愈监修《顺宗实录》时，写了很多宫禁之事，令宦官憎恨，他们常对皇帝说记录不实，卫尉卿周居巢、谏议大夫王彦威、给事中李固言、史官苏景胤也都上言请求修正。文宗命路随修改顺宗实录，路随上表就实录不实之处婉言致歉，但为涉事官员的正直及其作为史官的独立立场辩护。文宗因而修改了命令，建议，德宗、宪宗年间宫禁之事不可确证者皆删除，其余不改。同年，路随转门下侍郎，加崇文馆大学士。五年（831年）正月，同僚宰相宋申锡被诬与皇弟漳王李凑谋反，路随与宋申锡和其他宰相李宗闵、牛僧孺奉召入延英殿，宋申锡得知不被召见后自知获罪而退，路随等得知宋申锡谋反事后惊愕地互相看着。宋申锡、李凑都被贬。二月，路随去紫宸殿奏事，到龙墀，摔倒了，命宦官搀扶。七年（833年），兼任文宗子太子李永的太师；同年向文宗献上宪宗、穆宗实录。十月，举开元十七年张说、源乾曜以唐玄宗生日为千秋节的先例，建议文宗将生日定为庆成节，获准。八年（834年），路随告病辞职，不许。六月，与同僚宰相王涯奏请依旧制读时令。九月，册拜太子太师，太子在明门见他。九年（835年）三月，文宗近臣郑注及尚书左丞王璠、户部侍郎李汉弹劾前宰相镇海军节度使李德裕与李凑傅母杜仲阳勾结，文宗在蓬莱殿召宰相王涯、李固言、路随及王璠、李汉、郑注，路随不但不认可，还试图为李德裕辩护，说李德裕所为不至如此，如果属实，那么自己也应该有罪。议论稍息，他却因而为郑注所忌恨，李德裕被贬袁州长史，路随也不在奏章署名，因而在四月被罢相，遣出长安，拜检校尚书右仆射，任镇海军节度使、润州刺史、浙江西道观察等使，尽管保有同中书门下平章事作为荣衔，却连面圣道别的机会也没有。七月，路随在赴任镇海途中，在长江中流的船上去世。册赠太保，谥贞。
路随有学行，大度，作为谏官能直言，在内廷能匡助，不参与李宗闵、李德裕朋党之争，也不参与李训、郑注的奸谋，可谓得君子中庸之道。
路随赴任镇海军时，征辟凤翔司马李敬彝，路随死后，李敬彝客居江淮，因此未能随凤翔节度使郑注参与太和九年末的甘露之变，免于一死。
唐武宗会昌二年（842年）十一月，敕令州府搜寻收回路随所修《宪宗实录》。
宋真宗年间，孙奭判国子监，曾写路随、韦处厚传给国子监说书贾昌朝说：“君当以经术进，如二公。”

## 作品
- 《平淮西记》一卷
- 《宪宗实录》四十卷
- 《穆宗实录》二十卷，苏景胤、王彦威、杨汉公、苏涤、裴休撰，路随监修[16][40]
- 《六经法言》二十卷[13]

## 评价
- 《旧唐书》
  - 史臣曰：卫次公、郑絪、韦处厚、崔群、路随等，皆以文学饰身，致位崇极。兼之忠谠，垂名简书，兹实有足多也。
  - 赞曰：卫、郑、韦、路，兼之博陵。文学政事，为时所称。[3]
- 《新唐书》赞曰：隋辅政十年，历牛、李、训、注用事，无所迎将，善保位哉！[5]

## 家庭

### 妻
- 孔氏，正议大夫尚书左丞孔戣长女[41]

### 子
- 《太平御览》载“朱崖慕其德，以愛女適隋之子。李太尉家有路郎，隋之子也。”指路随有子娶李德裕女。但李德裕女婿路绾应为路随兄子。[42]